# Germán Ré
Germán David Ré est un footballeur argentin né le 2 novembre 1981 à Villa Gobernador Galvez.

## Carrière
- 2001-2008 :  Newell's Old Boys
- 2009-2014 :  Estudiantes de La Plata
- 2015 :  Atlético de Rafaela
- 2016-2019 :  Chacarita Juniors
- 2019- :  Villa San Carlos

## Palmarès
- Copa Libertadores:
  - Vainqueur : 2009 avec Estudiantes de La Plata
- Championnat d'Argentine :
  - Vainqueur du Tournoi d'ouverture 2004 avec Newell's Old Boys
  - Vainqueur du Tournoi d'ouverture 2010 avec Estudiantes de La Plata